# Tatort: Krieg im Kopf
Krieg im Kopf ist ein Fernsehfilm aus der Krimireihe Tatort. Der vom Norddeutschen Rundfunk produzierte Beitrag ist die 1126. Tatort-Folge und wurde am 29. März 2020 im Programm Das Erste sowie SRF 1 erstmals gesendet. Kriminalhauptkommissarin Charlotte Lindholm ermittelt in ihrem 27. Fall.

## Handlung
Benno Vegener erscheint auf dem Polizeirevier und redet wirr von „Stimmen in seinem Kopf“ und dass jemand ihn jage. Als er nicht ernst genommen wird, überwältigt er Charlotte Lindholm, die sich zufällig in dem Bereich des Reviers aufhält. Er bedroht sie mit einem Messer, Kollegin Anaïs Schmitz erschießt ihn daraufhin.
Lindholms Vorgesetzter Gerd Liebig untersagt Lindholm, ihren eigenen Fall zu ermitteln, aber die Kommissarin ignoriert diese Anweisung. Sie will sich in Vegeners Wohnung umsehen und findet dort dessen Ehefrau stranguliert in der Badewanne. Auch der sechsjährige Sohn befindet sich in der Wohnung, aber er ist unversehrt.
Nach ersten Recherchen war Vegener Berufssoldat und erst vor sechs Monaten von einem Einsatz in Mali mit einer psychischen Störung zurückgekommen. Mit ihm sind weitere fünf Bundeswehrsoldaten zurückgekehrt, von denen sich vor kurzem bereits zwei umgebracht haben und eine Soldatin seit einem Suizidversuch im Rollstuhl sitzt. Die Witwe eines der Männer spricht ebenfalls von Stimmen, die ihr Mann gehört haben will. Lindholm und ihre Kollegin Schmitz gehen zunächst davon aus, dass die Männer mit den Geschehnissen ihres letzten Einsatzes in Mali nicht klargekommen waren, doch es mehren sich Hinweise, dass die Soldaten tatsächlich manipuliert wurden. So berichtet Vegeners kleiner Sohn, dass er einen Mann und eine Frau in der Wohnung seiner Eltern gesehen hat. Bei der Obduktion von Vegeners Frau finden sich Puderspuren an der Strangulationsstelle, die auf Latexhandschuhe und somit Fremdeinwirkung hindeuten.
Mittlerweile hat auch Anaïs Schmitz psychische Probleme, die sie als Nachwirkungen ihres tödlichen Schusses einstuft. Sie sieht in einer Vision immer wieder Benno Vegener mit seiner Schussverletzung, wie er sie klagend ansieht. Unerträgliche Stimmen in ihrem Kopf geben ihr die Schuld an Vegeners Tod. Auch erhält sie Fotos von Kriegsopfern in Mali auf ihr Handy geschickt, die kurz darauf wieder verschwunden sind. Auch Lindholm beginnt, ein künstlich klingendes Stimmengewirr zu hören, als sie in Vegeners Haus einen geheimen Raum im Keller entdeckt. Durch das Kellerfenster sieht sie einen schwarzen Transporter wegfahren und die Geräusche in ihrem Kopf hören auf. Sie fordert die Kriminaltechnik an und lässt den Raum durchsuchen. Vegener hat hier offensichtlich Material über geheime Hirnforschung gesammelt. Darunter sind viele Hinweise, wonach die CIA versuchte, Menschen so zu manipulieren, dass sie wie Roboter funktionieren. Auch in Deutschland hatten angeblich solche Experimente stattgefunden. Die unerklärlichen Selbstmorde von Vegeners Kameraden scheinen Lindholm der Beweis dafür zu sein. Sie recherchiert und findet heraus, dass es tatsächlich die Möglichkeit gibt, mit Hyper-Sonic-Sound einen gerichteten Schall an eine bestimmte Person zu schicken und mit weiteren Hightec-Verfahren ganz gezielt Menschen dazu zu bringen, Dinge zu tun, die sie sonst nie tun würden.
Als Lindholm herausfindet, dass ein deutscher Rüstungskonzern spezielle Gefechtshelme entwickelt hat, die in Mali zum ersten Mal zum Einsatz kamen, lässt sie sich diesen Helm vorführen. So kann sie am eigenen Leib spüren, wie sie durch den Helm ruhiger, aufmerksamer, schmerzfrei oder auch aggressiv werden kann, je nachdem was die Steuerzentrale vorgibt. Die Kommissarinnen wollen sich daraufhin mit dem Hirnspezialisten treffen, der an der Entwicklung dieses Helms beteiligt war. Doch hat er gerade seltsamerweise einen tödlichen Herzinfarkt erlitten.
Die Kriminaltechnik kann Videos von Vegener finden, wonach er vorhatte, den „Krieg in seinem Kopf“ öffentlich zu machen. Sein Besuch auf dem Polizeirevier sollte dafür der erste Schritt sein. Da auch seine Frau die Probleme ihres Mannes miterlebt hatte und somit zu viel wusste, hatte auch sie sterben müssen. Nach Analyse der Überwachungsaufnahmen ist am Tag, als Vegener Lindholm als Geisel nahm, seine Aktivität durch einen Impuls von außen ausgelöst worden, denn zur gleichen Zeit sprang die Kaffeemaschine an, die Wanduhr drehte durch und der Drucker fing an, leere Blätter zu drucken.
Lindholm gelingt es am Ende, zu beweisen, dass die neuen Helme im Praxistest versagt hatten und es in Mali zu einer folgenschweren Panne kam: Eine Soldatin erschoss ihre eigenen Kameraden unter dem Einfluss der Hirnstimulation. Das wollte der MAD vertuschen und propagierte einen angeblichen Hinterhalt. Dafür opferte er skrupellos die eigenen Soldaten und verfolgte die überlebenden Zeugen, bis sie sich selbst umbrachten. Aber auch vor direktem Mord an Vegeners Frau schreckte er nicht zurück. Alfred Neumann vom MAD macht jedoch Lindholm klar, dass die Politik dafür sorgen werde, dass nichts von ihren militärischen Aktionen an die Öffentlichkeit geraten werde und die Polizei ja eigentlich nur für die Aufklärung des Todes von Lisa Vegener zuständig sei. Doch er schreibt Lindholm den Namen einer Frau auf einen Zettel, die kurz darauf tot in ihrem Auto aufgefunden wird und für den Mord an Lisa Vegener verantwortlich war.
Die Ermittlungsunterlagen werden als geheime Verschlusssache des Militärs beschlagnahmt. Doch sowohl Lindholm als auch Schmitz haben sich auf einem USB-Stick ein Backup gesichert. Diese spielen sie einem Radiosender zu, der nun die Machenschaften des MAD öffentlich anprangert.

## Hintergrund
Der Film wurde vom 13. August 2019 bis zum 12. September 2019 in Göttingen und Hamburg gedreht.
Die im Film angeschnittenen Praktiken wie Mind-Control, transkranielle Magnetstimulation oder Mikrowellen sind in der Realität laut Aussage von Christopher Coenen vom Karlsruher Institut für Technologie (KIT) „zumindest in Ansätzen bereits möglich“. Die diesbezügliche Neuroforschung nennt er eine „dramatische Entwicklung“. So soll es Forschern des Massachusetts Institute of Technology gelungen sein, mit Hilfe eines Laserstrahls Audio-Botschaften in das Ohr eines Menschen zu schicken. Ebenso gibt es einen Chip, der als Brain-Computer-Interface die Kommunikation zwischen dem Gehirn und einem Computer ermöglicht. Die transkranielle Magnetstimulation, die eigentlich zur Behandlung von Patienten mit Schlaganfall, Depressionen, Alzheimer oder Schizophrenie vorgesehen sind, können so auch gesunden Menschen dazu verhelfen, aufmerksamer, wacher und schmerzunempfindlicher zu werden.
Die im Film verwendeten Begriffe „MK Ultra“ und „Operation Artischocke“ basieren ebenfalls auf realen Tatsachen. Die CIA setzte von 1953 bis in die 1970er Jahre Testpersonen unter halluzinogene Drogen, um so eine Bewusstseinskontrolle zu erreichen. Bei der „Operation Artischocke“ erfolgte dies sogar in der Bundesrepublik Deutschland und in Japan.

## Rezeption

### Einschaltquoten
Die Erstausstrahlung von Krieg im Kopf am 29. März 2020 wurde in Deutschland von 9,51 Millionen Zuschauern gesehen und erreichte einen Marktanteil von 25,2 % für Das Erste.

### Kritiken
Tittelbach.tv meinte: „Krieg im Kopf“ „erzählt von den Begehrlichkeiten, die die Wissenschaft bei Rüstungskonzernen und Militärs immer schon geweckt hat – und er zeigt, wie heute Erkenntnisse der Hirnforschung für militärische Zwecke genutzt werden. Was nach ‚Terminator‘ klingt, die Konstruktion von Schnittstellen zwischen Mensch und Maschine, ist mittlerweile Realität. Der Film ist also keine spekulative Räuberpistole und auch viel weniger Science-Fiction im ‚Tatort‘-Format als beispielsweise die Episoden „HAL“ oder „Echolot“. Das größte Plus dieses thematisch, dramaturgisch & filmisch gleichermaßen spannenden ‚Tatorts‘ ist die große Anschaulichkeit, Unmittelbarkeit und Sinnlichkeit der Bedrohungsszenarien und der eingesetzten Mind-Control-Techniken. Die hautnahe Betroffenheit der Kommissarinnen tut das Übrige.“
Bei der FAZ urteilte Ursula Scheer: „Mensch und Maschine, das Militär und die Macht über Gedanken, Cyborg-Krieger und technisch verabsolutierte Befehle – große, von Verschwörungstheoretikern besetzte Themen nimmt sich dieser 'Tatort' vor, dramaturgisch souverän, statuarisch in der Verkörperung der Protagonistinnen. [...] Einen großen Teil seiner Spannung erzeugt der von Jobst Christian Oetzmann inszenierte Film mit Psychoterror-Sequenzen, in denen wir aus der Perspektive der Figuren sehen, was nicht sein kann, oder auf sie blicken, wie sie sich innerlich gefoltert winden und schreien.“
Christian Buß von Der Spiegel wertete verhalten: „Drehbuchautor Christian Jeltsch hat für den Bremer ‚Tatort‘ einige extrem vorausschauende Folgen geschrieben, Regisseur Jobst Christian Oetzmann ist für verwegene Münchner Episoden der Reihe verantwortlich. […] Bei ihrem aktuellen ‚Tatort‘ bleibt aber die Erzählstrategie nebulös. Für einen Themenkrimi über die neuesten Techniken der Kriegsführung reißen die beiden ihren Stoff zu spekulativ an, für ein entfesseltes Paranoia-B-Movie treten sie zu oft auf die Bremse.“
Ähnlich ging es Claudia Tieschky von der Süddeutsche Zeitung. Sie schrieb: „Überhaupt hat man häufig den Reflex, in Deckung zu gehen, so grundaggressiv ist die Stimmung der beiden Kommissarinnen. Buch (Christian Jeltsch) und Regie (Jobst Christian Oetzmann) machen sie zu eiskalten, dabei aber ziemlich uninteressanten Rivalinnen. […] Bestimmt wird es Zuschauer geben, die trotzdem dabeibleiben, weil sie Fans von Maria Furtwängler und Florence Kasumba sind. Trotzdem ließen sich die eineinhalb Stunden besser mit dem liebevollen Betrachten ihrer Autogrammkarten verbringen.“
Auch Bettina Hartmann von der Stuttgarter Zeitung empfand den Tatort als „reichlich überladen“ und meinte: „Der Krimi beginnt fulminant, verliert sich aber immer mehr in den verschiedensten Thematiken, verstrickt sich in Verschwörungstheorien – und ist letztlich nicht der große Politkrimithriller, der er gern wäre. ‚Bleiben ist gut. Manchmal ist bleiben besser‘, sagt Charlotte Lindholm am Schluss. ‚Weniger ist gut. Manchmal ist ausschalten besser‘, denkt man sich als Zuschauer daheim.“
„Es geht um Voice-to-skull-Experimente, Folter-Ultraschall-Waffen samt Mindcontrol-Techniken und den Exo Scull 23, einen neuartigen KI-Gefechtshelm made in Hannover, der in Mali heimlich getestet wurde und aussieht wie von Playmobil. Leider gelingt es diesem ‚Tatort‘ nicht, wenigstens einen der drei angeschnittenen Erzählstränge wirklich glaubhaft und tiefergehend zu Ende zu erzählen. Immerhin: Die Schluss-Szene mit der Soldatin (Katharina Schlothauer), die als Letzte der Mali-Truppe am Leben geblieben ist und für die Auflösung sorgt, bleibt noch am eindrucksvollsten im Kopf.“ schrieb die Münchner Abendzeitung